# Boss (computerspil)
 For alternative betydninger, se Boss. (Se også artikler, som begynder med Boss)
En Boss er en fjende-baseret udfordring (og en computerstyret i et sådan tilfælde) der ses i computerspil. En kamp imod en boss bliver ofte kaldt en boss battle eller boss fight. Boss kampe ses ofte i klimakser af forskellige sektioner i spil, ofte for enden af banen, en beskytter af et objekt og ofte er bossen stærkere end de fjender spilleren har mødt inden op til det punkt.

## Historie
Det første spil der havde en boss var spillet dnd, et rollespil fra 1975 til computersystemet PLATO. dnd skabte mangle af de gameplay elementer man ser i Dungeons & Dragons. Spillet går ud på at skaffe en "orb" der ligger i det dybeste kammer af hulen. "Orben" er gemt i et skattekammer der bevogtes af en høj-niveau fjende kaldt "The Golden Dragon". Kun ved at besejre dragen kan spilleren få "orben", gennemføre spillet, og få retten til at komme på high score listen.
Det første arkadespil der havde en boss var spillet Galaxian, et tidligt Shoot 'em up udgivet af Namco 1979, hvor aliens ofte var ledsaget af en boss. Utallige flere tidlige eksempler opstod i 1980, som f.eks. Segas Samurai, et Beat 'em up, hvor spilleren kæmpede imod et stort antal fjender for så at kunne bekæmpe en master samurai.